# فاسيليوس لامبروبولوس
فاسيليوس لامبروبولوس (باليونانية: Βασίλης Κωνσταντίνος Λαμπρόπουλος)‏ هو لاعب كرة قدم يوناني في مركز الدفاع، ولد في 31 مارس 1990 في بيرغوس في اليونان. شارك مع منتخب اليونان تحت 21 سنة لكرة القدم. أما مع النوادي، فقد لعب مع أيك أثينا ونادي أستيراس تريبوليس ونادي أولمبياكوس.

## وصلات خارجية
- فاسيليوس لامبروبولوس على موقع الاتحاد الأوربي (الإنجليزية)
- فاسيليوس لامبروبولوس على موقع إي إس بي إن إف سي (الإنجليزية)
- فاسيليوس لامبروبولوس على موقع ناشيونال فوتبول تيمز (الإنجليزية)
- فاسيليوس لامبروبولوس على موقع Soccerbase.com (لاعب) (الإنجليزية)
- فاسيليوس لامبروبولوس على موقع Soccerway.com (الإنجليزية)
- فاسيليوس لامبروبولوس على موقع عالم كرة القدم.نت (الإنجليزية)